# 英语播报员
英语播报员是负责NHK国际广播和NHK World英语广播的工作播报员。真正的NHK雇员播音员很少，而且还有很多合同播报员。

## 概要
工作内容与日语播音员基本相同。主要区别是使用语言是英语，活动地点是国际广播，而且近年来人员待遇与日语播音员不太一样，也没有发生过调动。英语播音员不一定需要日语技能。然而，随着前田主席的改革，同时服务于地面和国际广播的播报员正在出现。英语播报员所属的组织是国际广播电台（原为总务局，战后暂停一段时间后，从1942年到1996年为国际局），很少被分配到日语播音员所在的播音室。另外，只有NHK拥有英语播报员的职称。

## 历史
自1935年短波“海外广播”（推出时的称呼）开始以来，已聘用了许多英语播报员。退休后，他们中的许多人开始投身英语教育，其中包括曾担任NHK英语播报员的平川唯一（《广播英语会话》讲师）和五十岚新次郎（早稻田大学语言学家、教授）。在美国被评判为“东京玫瑰”的相叶、户栗、育子（Aiba、Toguri、Ikuko）广为人知，但近年来，被美军士兵称为“东京玫瑰”的人却是另一位英国播报员，最有可能的理论是须山芳枝。

## 规模
在20世纪70年代和80年代，NHK有超过20名英语播音员。此后人数逐渐减少，根据2012年播出的公关插播，只剩下5人。除了电台播报员之外，还有许多合同播报员，但在这些情况下，他们通常被称为主播或记者，而不是播报员（尽管这不是严格的区别）。有一段时间，英国广播公司（BBC）、澳大利亚广播电台（Radio Australia）和加拿大国际广播电台（Radio Canada International）派往NHK的播报员和导演也负责发布公告。BBC则相反，NHK的英语播报员也被派往BBC，负责来自英国的日语广播。

## 主要节目
在20世纪90年代末国际电视广播开始之前，广播（主要是短波广播）是主要的业务来源。平时除了播报新闻、评论节目外，他还兼任导演的同时负责日语介绍节目、音乐节目、文学节目等的播音。另外，当国家有重大活动时，我们宣布对活动进行直播。此外，在国内广播中，他负责《时事话题》、广播第2、早期电视音频多路广播等新闻。目前NHK World TV的新闻节目中担任新闻播报员。 

## 背景
战前和战后，有很多日本二代，战后也有很多海归，但也有在日本不出国就通过各种方式学习英语的播音员，受到了高度评价。也曾出现过因人事变动，英语流利的日本播音员、导演变成英语播报员的情况。